# Miloš Mikeln
Miloš Mikeln, slovenski pisatelj in novinar, * 23. maj 1930, Celje, † 1. april 2014, Ljubljana.

## Življenje
Dramatik in pripovednik, s krstnim imenom Alojz (bil je vnuk glasbenika in politika Alojzija Mihelčiča), si je literarno ime Miloš nadel ob prvih objavah v Študentskem listu leta 1949. Osnovno šolo ter 1. letnik gimnazije je do leta 1947 obiskoval v Celju, nato pa v Ljubljani, kjer je leta 1949 tudi maturiral. Leta 1949 se je vpisal na je primerjalno književnost na Filozofski fakulteti, leta 1952 pa na režijo na AGRFT. Vojaški rok je služil 1957/58. 
Poročen je bil z igralko Heleno Skebe (trije otroci: 1954, 1956, 1958).

## Delo
Miloš Mikeln se je v uveljavil kot pisatelj, novinar, režiser in prevajalec. Leta 1955 je delal kot režiser v Prešernovem gledališču v Kranju, bil je odgovorni urednik Gorenjskega glasu (1958), urednik pri Ljubljanskem dnevniku (1956–1962), Delu ter Naših razgledih. V letih 1965–1966 se je uveljavil kot samostojni književnik, nato je prevzel mesto direktorja Mestnega gledališča v Ljubljani (1966–1970), med letoma 1970 in 1982 je delal kot direktor Cankarjeve založbe, leta 1983 kot direktor časopisa Pavliha. Bil je tudi predsednik PEN Slovenije (1981-87), na njegovo pobudo je bil pri PEN leta 1984 ustanovljen odbor pisateljev za mir (ki mu je 10 let tudi predsedoval). Nato je imel do upokojitve leta 1984 status samostojnega pisatelja.
Njegova dela so usmerjena predvsem v satiro in humor, opisuje življenje v času vojne, povojne čase ter njegov pogled na takratno življenje. Prizorišče njegovih del je pogosto Celje z okolico, od koder pisatelj tudi izhaja.

### Roman
- Veliki voz, Založba Mihelač 1992 (COBISS)
- Poročnik z Vipote, Slovenska matica 2002 (COBISS)
- Mesto ob reki, zgodbe mladih let iz knežnjega mesta Celja, Celjska Mohorjeva družba 2008

### Drama
- Dež v pomladni noči, SLG Celje 1955
- Stalinovi zdravniki, Obzorja, Maribor 1972 (COBISS)
- Mor. Pol. Kvalif. Tov. Gubca., Cankarjeva založba, Ljubljana 1985

### Komedija
- Petra Šeme pozna poroka, SLG Celje 1957 (COBISS)
- Golobje miru, Prosvetni servis, Ljubljana 1960 (COBISS)
- Afera Madragol, Mestno gledališče ljubljansko 1977
- Miklavžev večer, Knjižna zadruga 1998 (COBISS)

### Mladinske igre
- Atomske bombe ni več, SLG Celje 1956 (COBISS)
- Strip strup denarja kup, Mladinsko gledališče Ljubljana 1964

### Scenarij
- Bratovščina sinjega galeba

### Satirična proza
- Jugoslavija za začetnike, Mladinska knjiga 1967 (COBISS)
- Kako se je naša dolina privadila svobodi: pretežno vesele zgodbe iz prvega leta po veliki vojni , Obzorja 1973 (COBISS)
- Adolfa Hitlerja tretja svetovna vojna in kratki kurz vladanja za začetnike, DZS 1980 (COBISS)
- Zgaga vojvodine Kranjske, Prešernova družba 1985 (COBISS)
- Poročilo delovne skupine za ruiniranje države in kratki kurz Vladanje za srednjo (usmerjeno) stopnjo , samozaložba 1989 (COBISS)

### Satirični kabaret
- Administrativna balada, Drama SNG Ljubljana 1962
- Inventura 65, MG Ljubljana 1965

### Dramatizacija
- Samorastniki: dramska kronika po istoimenski noveli Prežihovega Voranca, Ljubljana, Prosvetni servis 1961 (COBISS)

### Dokumentarna publicistika
- Pekel 1941, Cankarjeva založba 1981 (COBISS)
- Malo zgodovinsko berilo: najkrajša zgodovina Slovencev, posebno novejše in najnovejše dobe, Založba Mihelač 1991 (COBISS)
- Lipov list: demokratizacija in osamosvajanje Slovenije, Knjižna zadruga 2003 (COBISS)

### Biografija
- Stalin: življenjska pot samodržca, Mladinska knjiga 1985 (COBISS)

## Nagrade
- Leta 1993 je prejel Kresnikovo nagrado za roman Veliki voz
- Leta 1994 je prejel priznanje bronasti celjski grb
- Leta 1995 je prejel priznanje zlati častni znak svobode Republike Slovenije
- Leta 2009 je prejel Schwentnerjevo nagrado za življenjsko delo